# Begbroke
Begbroke is een civil parish in het bestuurlijke gebied Cherwell, in het Engelse graafschap Oxfordshire met 783 inwoners.

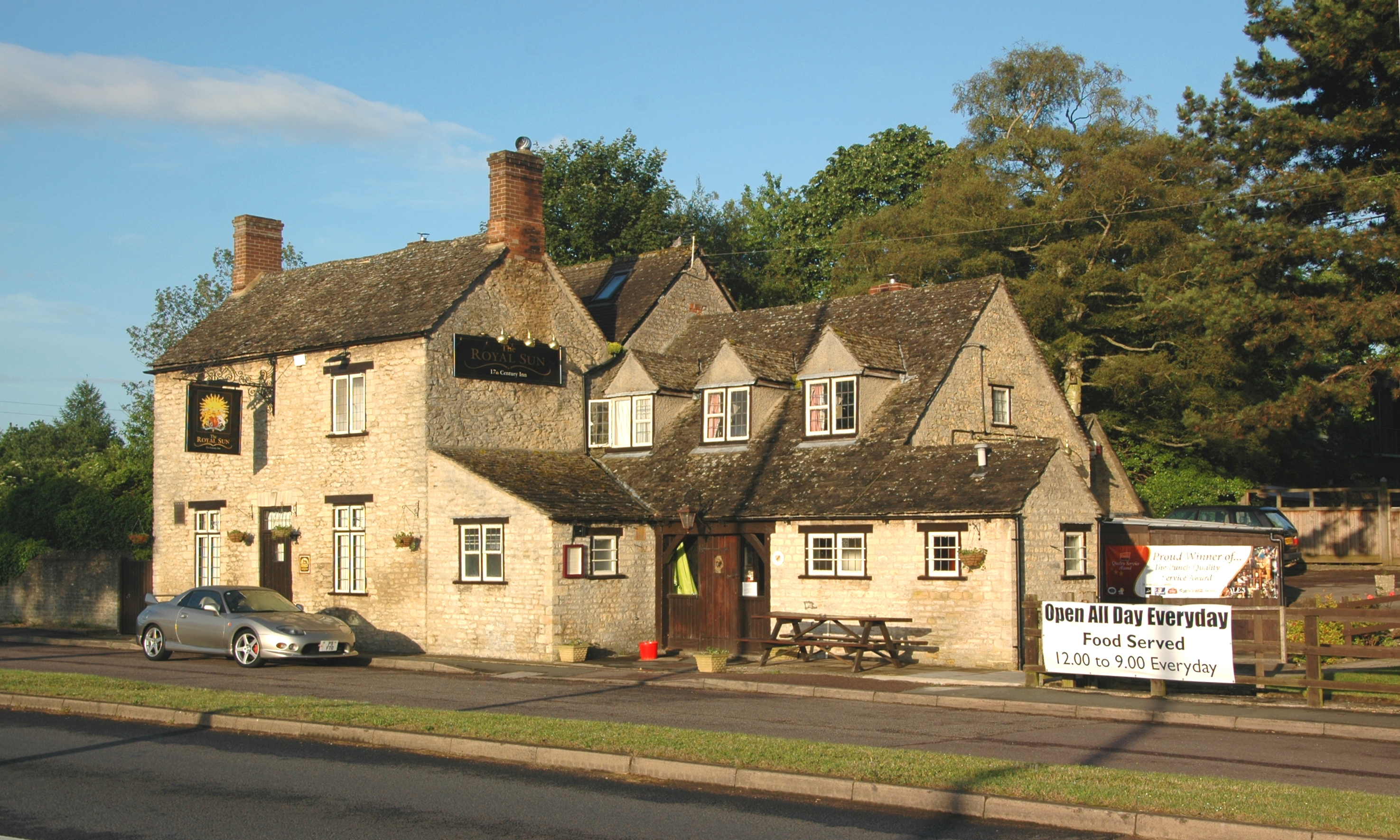
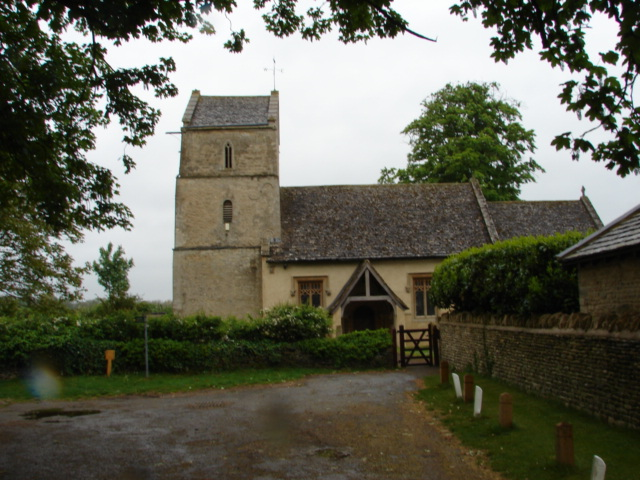